# Бухни
Бухни́ — село в Україні, у Погребищенській міській громаді Вінницького району Вінницької області. Населення — 526 осіб.
За 5 км знаходиться залізнична станція «Рось». Тут можна сісти на приміські дизель-поїзди Козятин-Погребище, Козятин-Жашків, Козятин-Христинівка.

## Географія
Селом протікає річка Безіменна, права притока Оріховатки.
На південь від села знаходиться ландшафтний заказник місцевого значення Гопчиця.

## Історія
Під час проведеного радянською владою Голодомору 1932—1933 років померло щонайменше 267 жителів села.
Під час Другої світової війни село було окуповане німецькими військами у другій половині липня 1941 року. Червоною армією село зайняте 29 грудня 1943 року.
12 червня 2020 року, відповідно до розпорядження Кабінету Міністрів України № 707-р «Про визначення адміністративних центрів та затвердження територій територіальних громад Вінницької області», увійшло до складу Погребищенської міської громади.
17 липня 2020 року, в результаті адміністративно-територіальної реформи та ліквідації Погребищенського району, село увійшло до складу Вінницького району.

## Населення
За даними перепису 2001 року кількість наявного населення села становила 526 осіб, із них 99,24 % зазначили рідною мову українську, 0,76 % — російську.
| Рік            | 1897 | 1989 | 2001 |
| -------------- | ---- | ---- | ---- |
| Кількість осіб |      | 548  | 526  |